# إزاك إخوريا
إزاك إخوريا (بالإنجليزية: Isaac Ikhouria) (مواليد 9 أكتوبر 1947) هو ملاكم نيجيري، مثّل بلاده في الألعاب الأولمبية الصيفية 1972 وحقق الميدالية البرونزية في فئة الوزن الثقيل الخفيف.

## روابط خارجية
إزاك إخوريا على موقع أوليمبيديا (الإنجليزية)
- إزاك إخوريا على موقع اتحاد ألعاب الكومنولث (مؤرشف) (الإنجليزية)